# پورت داگلس، بریتیش کلمبیا
پورت داگلس، بریتیش کلمبیا (به انگلیسی: Port Douglas, British Columbia) یک منطقهٔ مسکونی در کانادا است که در بریتیش کلمبیا واقع شده‌است.